# El Correo de Lérida (1909-1923)
El Correo de Lérida fue un periódico español editado en Lérida entre 1909 y 1910; y entre 1913 y 1923.

## Historia
Apreció a primeros de 1909, bajo la dirección de José Font y Fargas. Se editaba a cuatro páginas de 62 por 43 cm, a cinco columnas en la imprenta de José A. Pagés, Lérida. Era órgano del partido tradicionalista en la provincia. En su primer número publicaba en primera plana sentidos autógrafos de Don Carlos y su esposa María Berta de Rohan, con un emotivo mensaje al pretendiente.
En julio de 1910 el director Font y Fargas cesó en el cargo. El periódico fue desautorizado por los jefes del partido, tras lo cual en octubre del mismo año los jaimistas publicaron El Correo Leridano bajo la dirección de Vicente Carbó y con José Font y Fargas, Silvano Claramunt Romá, José Solans, José Jané, Fernando González, Pedro Ferrús, Adolfo Santiverri, José María Farré, Francisco M. Melgar y Francisco Tárrega como colaboradores.
El Correo de Lérida dejó de publicarse en noviembre de 1910. De acuerdo con Navarro Cabanes, este periódico arrastraba un núcleo importante de tradicionalistas que vivió algún tiempo fuera de la disciplina jaimista, hasta el 13 de julio de 1913, en que fueron reintegrados al partido.
El 16 de diciembre de 1913 reapareció la cabecera de El Correo de Lérida como órgano del jaimismo, continuando la numeración de El Correo Leridano, con su mismo director y redactores.

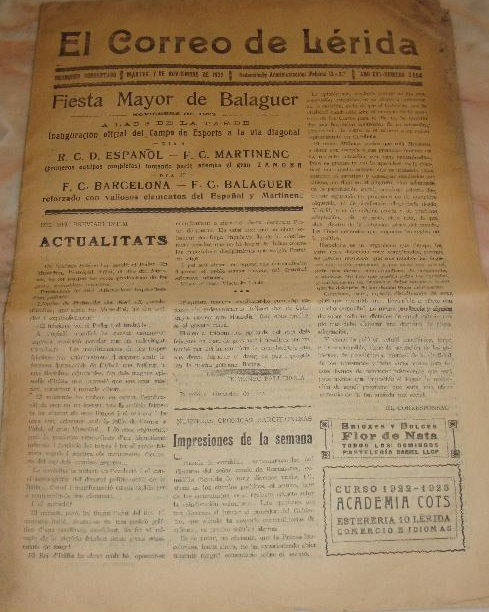
Ejemplar de El Correo de Lérida de 1922

En 1915 comenzó numeración nueva y hasta 1917 estuvo dirigido por José Bru Jardí. Durante la Primera Guerra Mundial se mostró germanófilo como la mayoría de los periódicos tradicionalistas. No obstante, sus redactores se enfrentaron a la jefatura del partido y El Correo de Lérida fue nuevamente desautorizado.
En noviembre de 1917 Vicente Carbó y José Bru participaron en un Congreso de Jóvenes tradicionalistas catalanes en el Círculo Tradicionalista de Barcelona con Francisco Aizcorbe, Juan Bautista Roca, Ángel Marqués, Pedro Roma y Bernardino Ramonell, entre otros. Este congreso, organizado con el propósito de reorganizar el tradicionalismo catalán y revisar su programa, fue criticado por los periódicos afectos a Vázquez de Mella como El Norte de Gerona, que lo acusó de hacer manejos para favorecer la alianza con la Liga Regionalista y romper la unidad del partido tradicionalista.
En 1919 no se adhirió a la escisión mellista y su director, Vicente Carbó, manifestó su lealtad a Don Jaime. Dejó de publicarse en enero de 1923.
Su cabecera aparecería de nuevo en 1931, tras la instauración de la Segunda República.